# Triforium

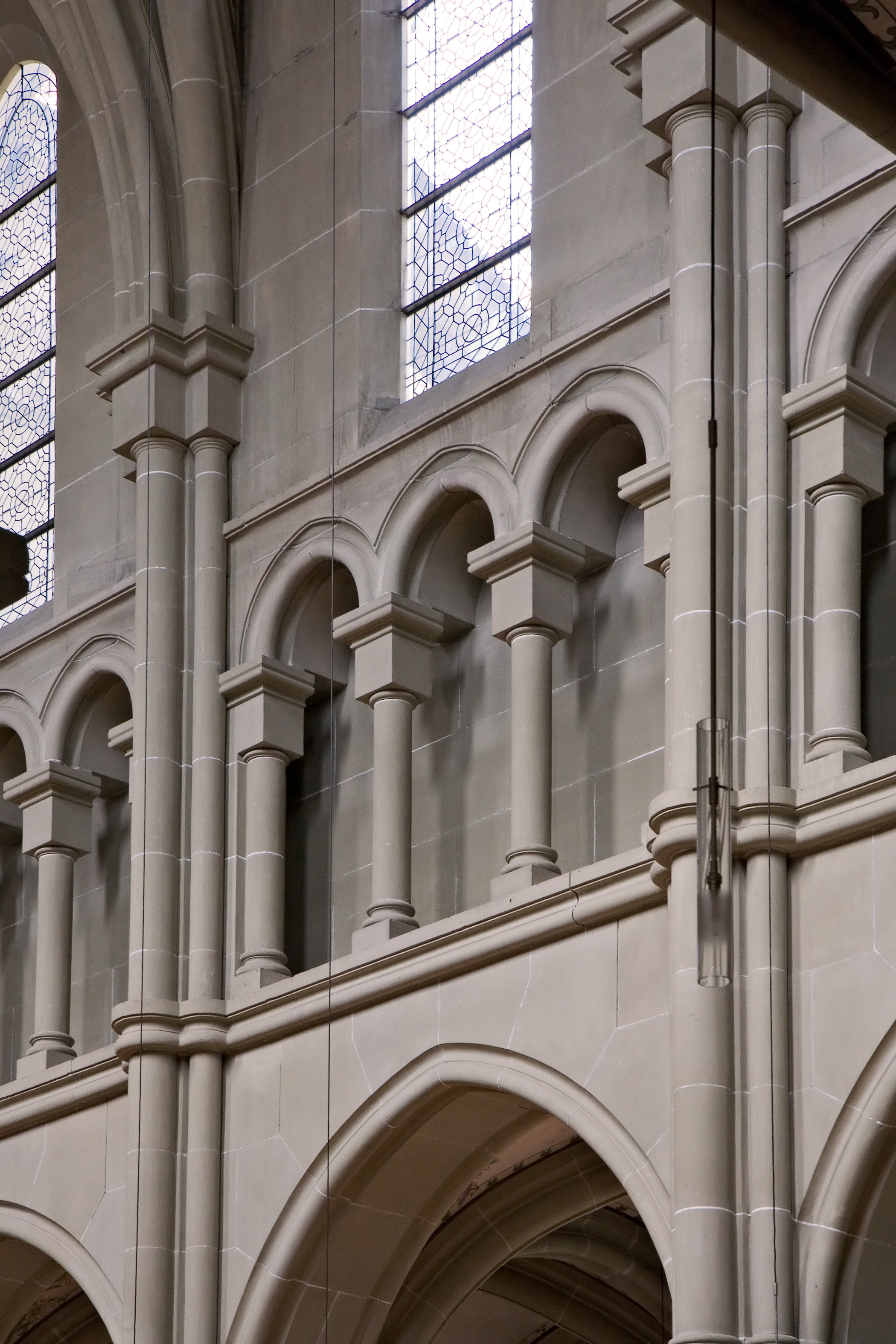
Dieses echte Triforium (als Element der Basilika) in der neogotischen Kirche St. Peter und Paul in Bern besteht gleichzeitig aus Triforien im Sinne der Fenstergestaltung

Das Triforium ist ein Gang in der Hochwand von spätromanischen, vor allem aber gotischen Basiliken, der nur zum Mittelschiff hin geöffnet ist. Es bildet ein Mittelgeschoss zwischen den Arkaden im Erdgeschoss und dem Obergaden, der Fensterzone des Mittelschiffes. Ist das Triforium nicht als Laufgang ausgebildet, sondern dem Mauerwerk bloß als Wandgliederung aufgeblendet, spricht man von einem Blendtriforium.

## Wortbedeutung
Die häufig behauptete Ableitung des Begriffs von lateinisch tri- (drei-) und foris (Tür, Öffnung) im Sinne von „Dreifachöffnung“ ist wahrscheinlich falsch, da die erste Verwendung des Begriffs im Bericht des mittelalterlichen Mönches Gervasius über den Wiederaufbau der Kathedrale von Canterbury aus dem Jahr 1185  sich auf Laufgänge mit und ohne Dreifachöffnungen bezieht. Gervasius schreibt zur romanischen Vorgängerkirche: supra quem murum via erat quae triforium appelatur („über dieser Mauer war ein Weg, der Triforium genannt wird“). Zum heute noch stehenden Neubau (errichtet ab 1175) berichtet er über die Taten des Baumeisters: „triforium inferius multis intexuit columpnis marmoreis. Super quod triforium aliud quoque ex alia materia et fenestras superiores aptavit.“ („In das untere Triforium fügte er viele marmorne Säulen ein. Über diesem legte er ein anderes Triforium aus anderem Material und die oberen Fenster an.“)

Vierzoniger Chor der Kathedrale von Canterbury
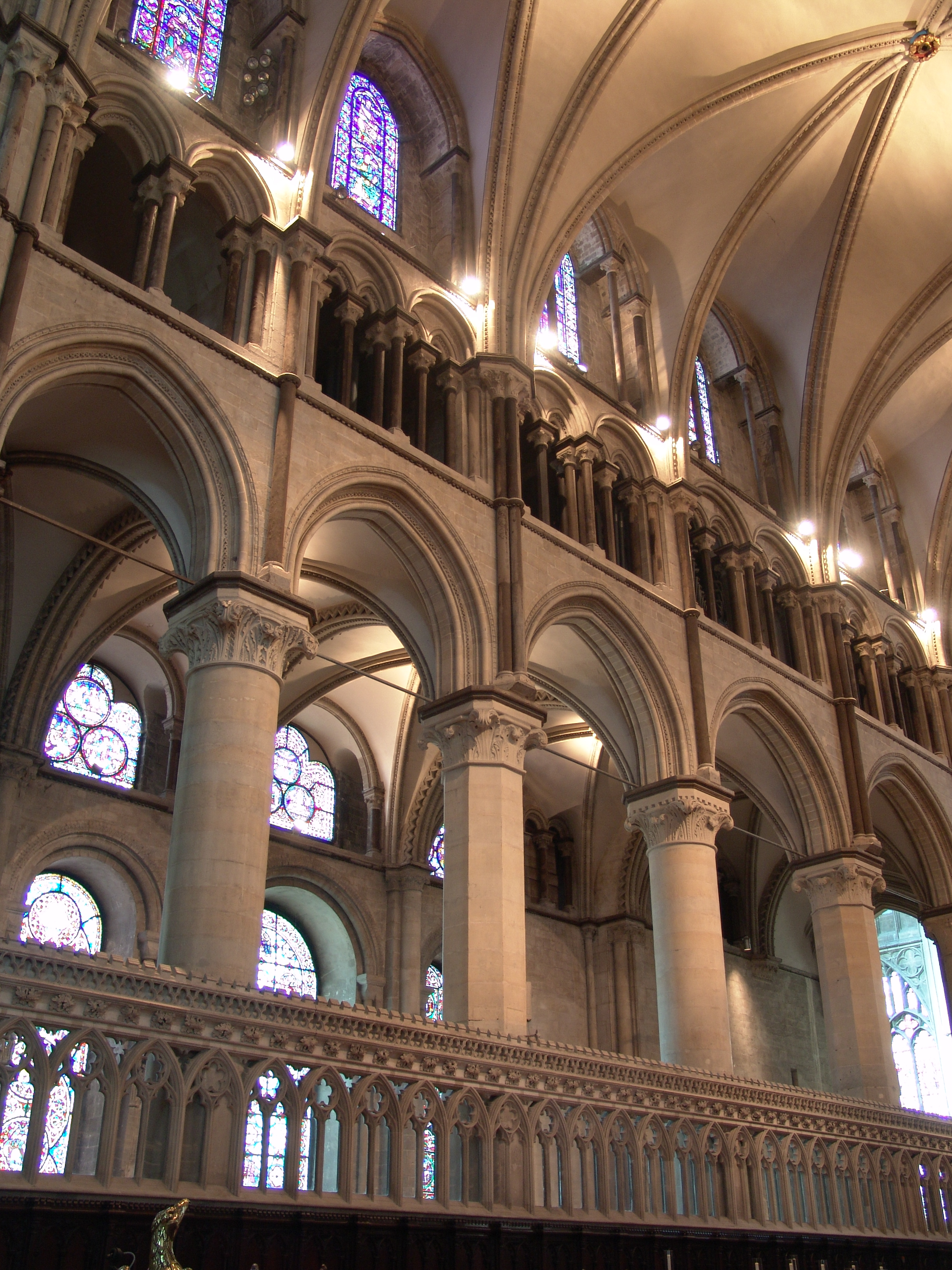
Obergaden, Triforium bzw. Empore, Laufgang mit gelappten Fenstern, Seitenschiffsfenster
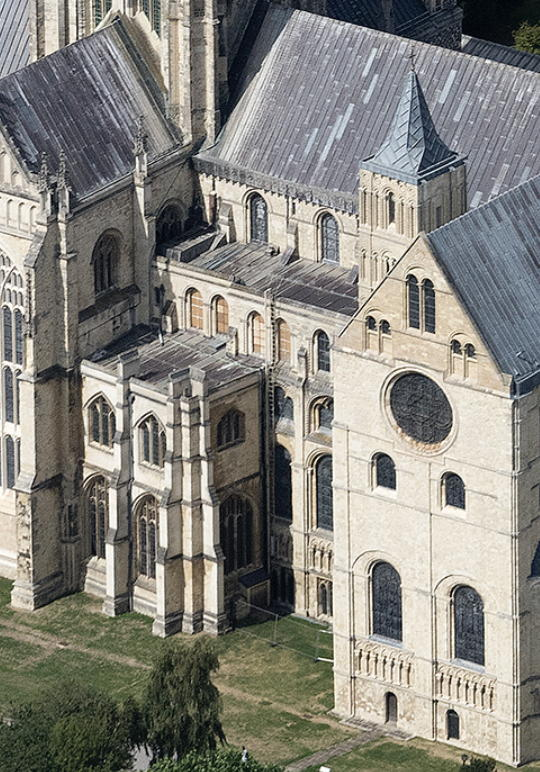
Westlicher Teil des Chors: Obergaden, paarige Emporenfenster, gelappte Laufgangfenster, Seitenschiffsfenster, Kryptenfenster
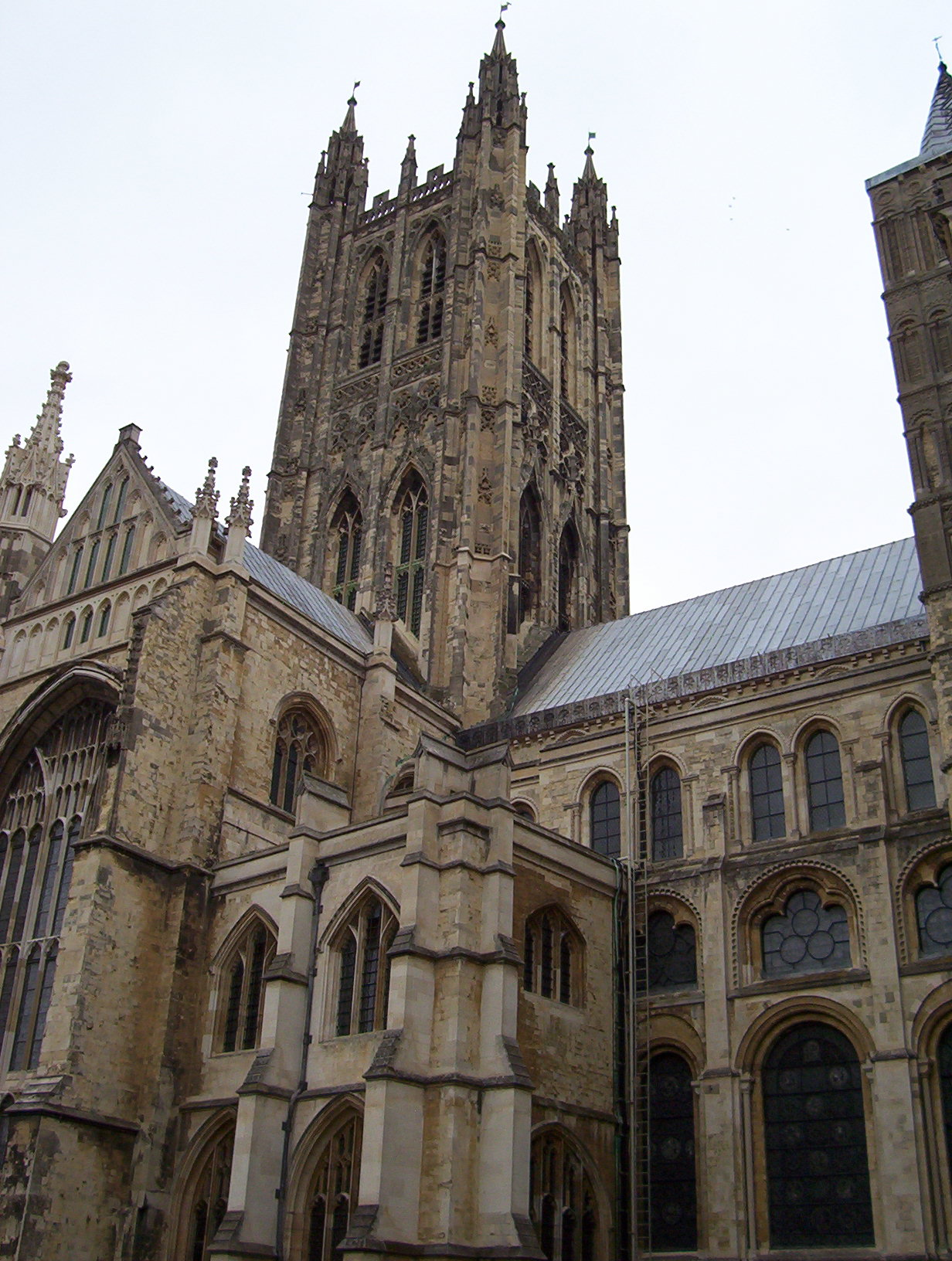
Westlicher Teil des Chors: Obergaden verdeckt, paarige Emporenfenster, gelappte Laufgangfenster, Seitenschiffsfenster
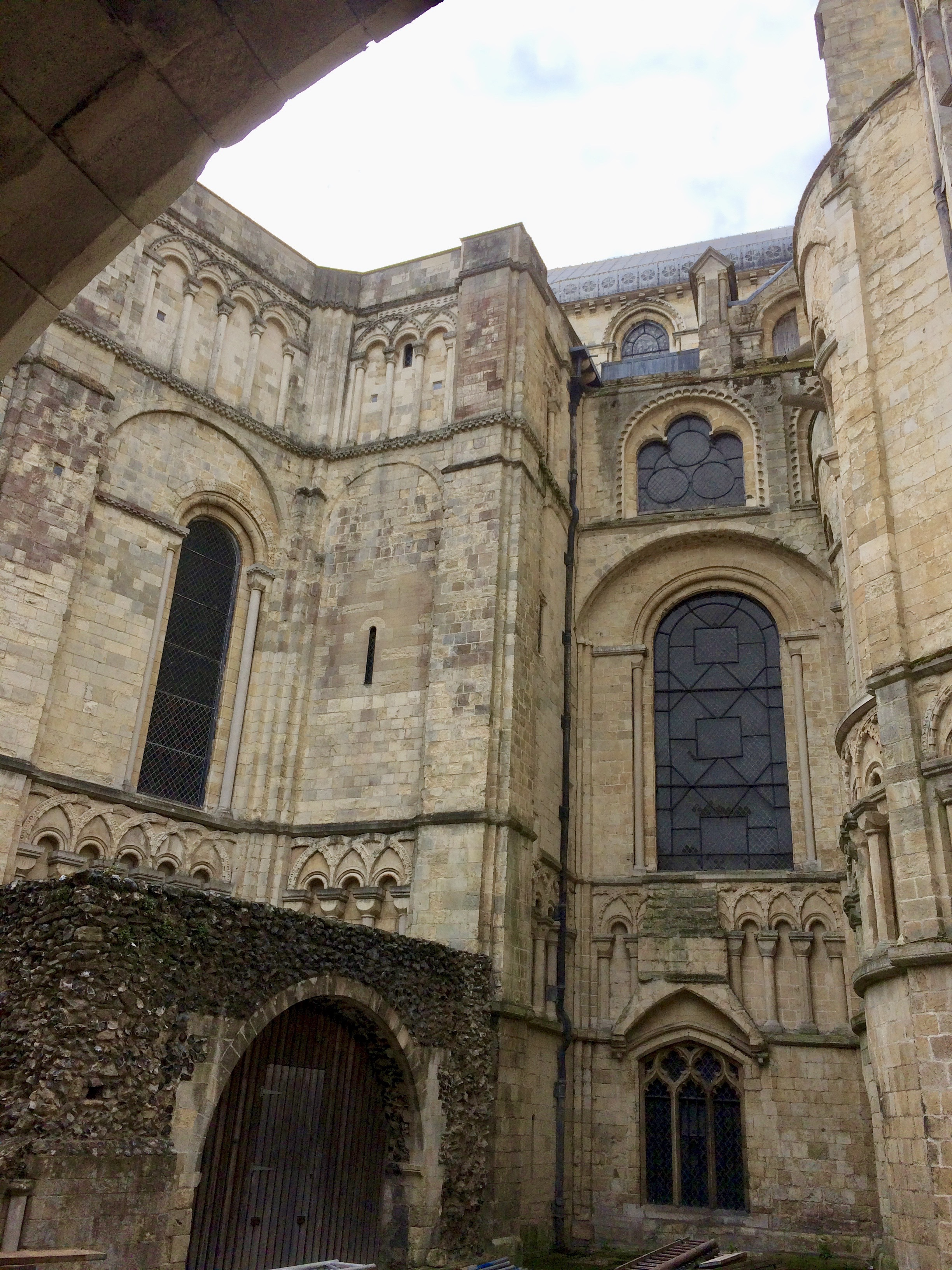
Östlicher Teil des Chors: Obergaden, Emporendach verdeckt, gelappte Laufgangfenster, Seitenschiffsfenster, Kryptenfenster

Bezogen auf die aus Gervasius' Zeit erhaltenen Gebäudeteile ist das untere Triforium ein Laufgang oberhalb der aufrechten Seitenschiffsfenster aber unterhalb der Seitenschiffsgewölbe, erhellt durch ein Fächerfenster pro Joch. Gervasius' oberes Triforium liegt zwischen Seitenschiffsarkaden und Obergaden, zeigt selber zum Mittelchor hin eine Arkade aus Dreifachöffnungen und hat teils keine Rückwand zum Dachraum über den Seitenschiffen, teils ist es eine Empore mit zwei schlanken Außenfenstern pro Joch.
Daher wird als wahrscheinlicher eine Ableitung von dem mittelalterlichen anglolateinischen Begriff für „durchbrochene“ kunsthandwerkliche Arbeiten oder eine Entstehung als englisch-lateinisches Kunstwort thoroughfarum („Durchgang“) vorgeschlagen. In der heutigen Verwendung ist das Wort jedenfalls nicht an das Vorkommen von Dreifachöffnungen gebunden.
Dieser Wortbedeutung folgt auch bereits die architektur- und kunstgeschichtliche Literatur des 19. Jahrhunderts. So heißt es im „Reallexikon der Kunstgewerbe“ von Bruno Bucher (Verlag von Georg Paul Faesy, Wien 1884) auf Seite 410: „Triforium (mittellat.), in mittelalterlichen Kirchen ein oberhalb der Scheidbögen in der Mauerstärke hinlaufender und nach dem Innern der Kirche sich in Bogenstellungen öffnender Gang; auch bloß Bogenstellungen an demselben Platze ohne Gang dahinter: blinde Triforien.“

## Funktion
Das Triforium ist im Wesentlichen ein Stilelement, das seinen Ursprung darin hat, dass dahinter ursprünglich die Pultdächer der Seitenschiffe liegen und somit die Fenster des Obergaden nicht bis auf die Arkadenbögen reichen. Es vermeidet, dass dadurch eine ungegliederte Fläche entsteht, und dient so der plastischen Bereicherung, weniger einem praktischen Zweck (Funktion als Laufgang).

## Geschichte
Eine wichtige Vorstufe des Triforiums entstand um 1140 in der Kathedrale von Sens (Frankreich). Erstmals trat das echte Triforium wohl in der Kathedrale von Noyon (Frankreich) um 1150 in Erscheinung – allerdings in einem für die frühe Gotik charakteristischen viergeteilten Wandaufriss (Soissons, Laon u. a.). Seit dem Baubeginn des neuen Langhauses der Kathedrale von Chartres setzte sich nach dem Jahr 1190 bei fast allen Kathedralneubauten der klassische dreiteilige Wandaufriss der Gotik (Arkadenzone, Triforium, Obergaden) durch.
In der Weiterentwicklung der gotischen Architektur entwarf man andere Dachformen für das Seitenschiff, um jedwede fensterlose Zone zu vermeiden. Entweder erhielt das Seitenschiff ein Satteldach oder jedes Joch des Seitenschiffes bzw. Joch-Paar bei doppelten Seitenschiffen eine separate Haube als Walmdach. So konnte das Triforium mit Fenstern versehen werden und fast die gesamte Wandfläche war durchlichtet. Hierdurch hatte das Triforium zwar seine eigentliche Funktion verloren, wurde aber als Gliederungselement noch lange Zeit beibehalten. In einigen spätgotischen Kirchen verschwand es jedoch völlig; der Ober- bzw. Lichtgaden wurde dann bis auf die Arkadenzone heruntergeführt, so dass der klassische dreiteilige Wandaufriss der Gotik nunmehr zu einem zweigeteilten reduziert wurde.

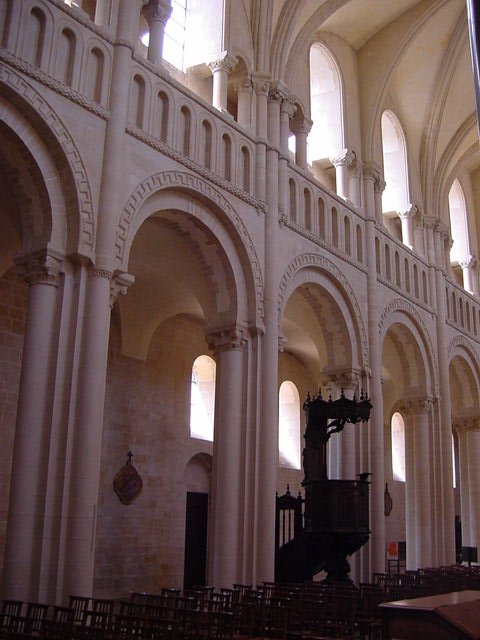
Sainte-Trinité in Caen, Normandie: romanisches Blendtriforium
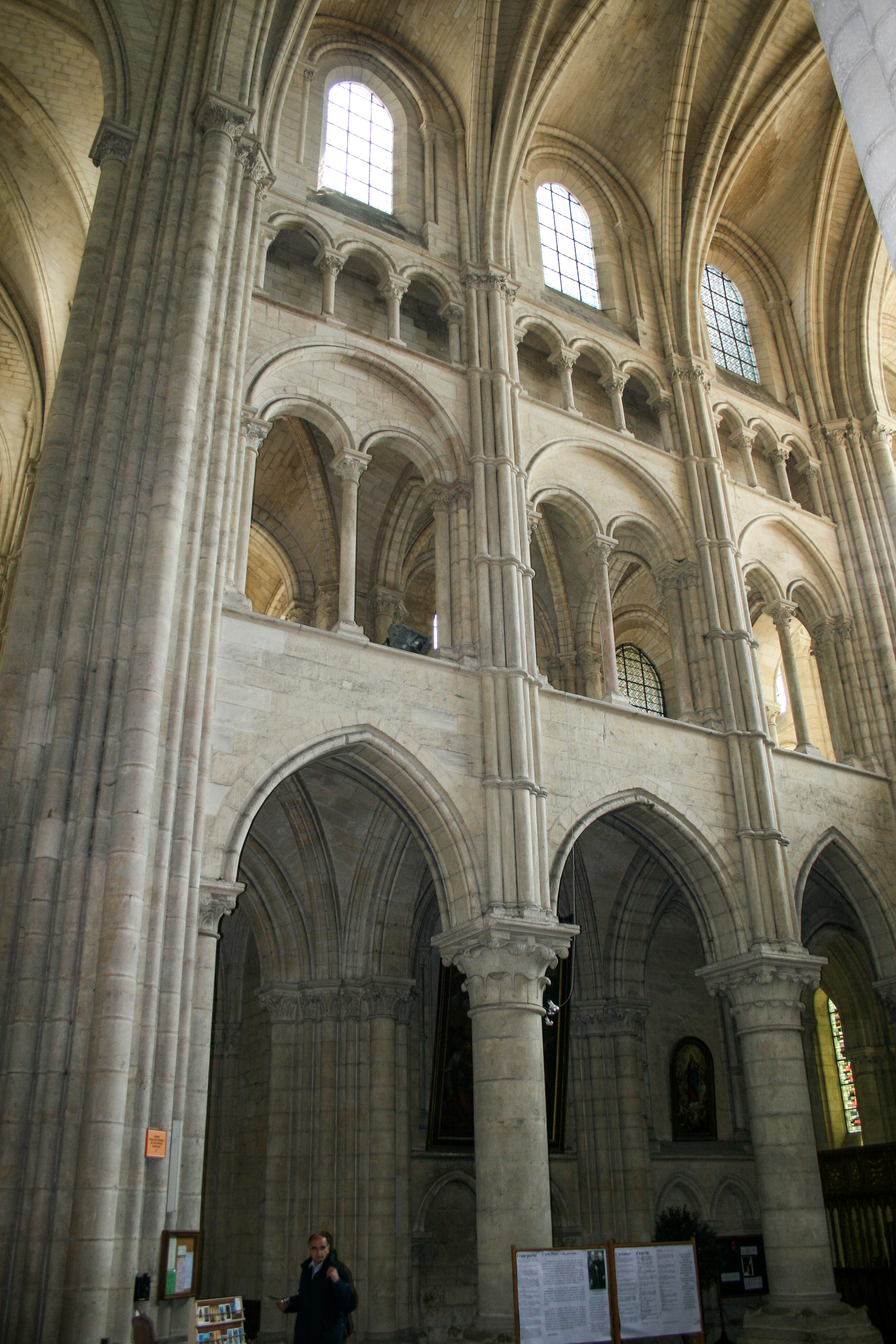
Vierteiliger Wandaufriss mit Empore und Triforium (Kathedrale von Laon, Spätromanik/Frühgotik)
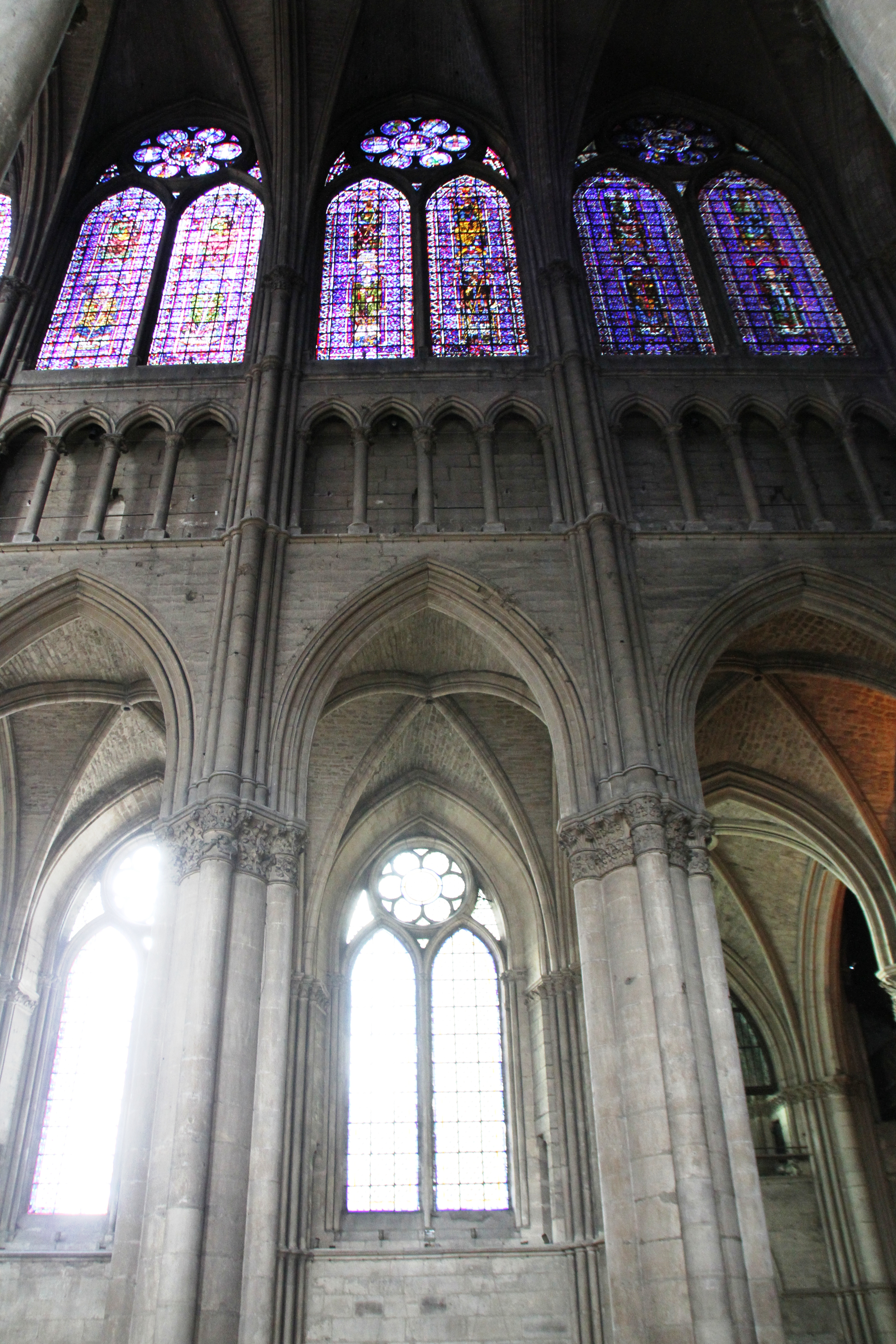
Dreiteiliger Wandaufriss mit fensterlosem Triforium (Kathedrale von Reims, Hochgotik ab 1211)
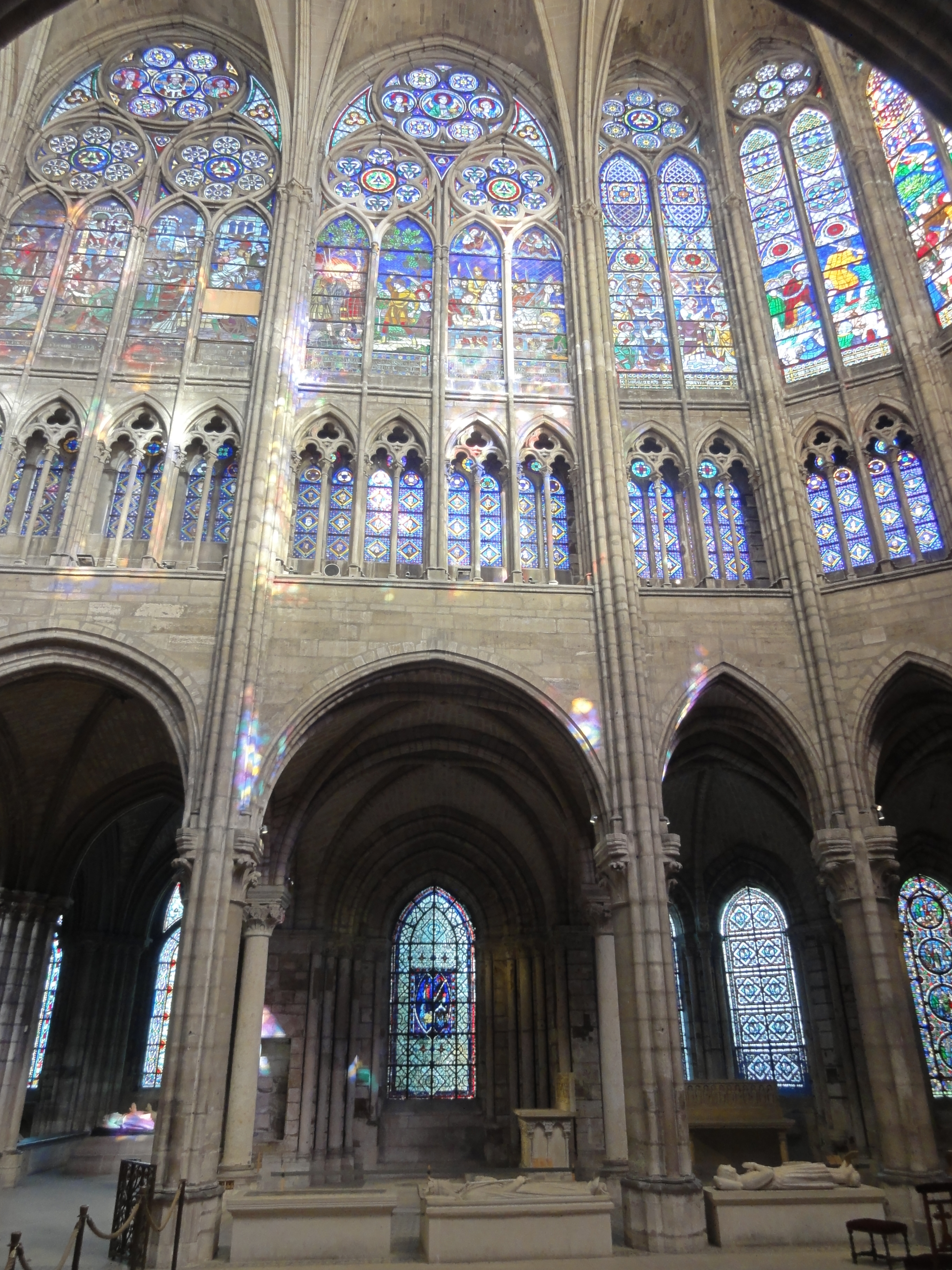
Dreiteiliger Wandaufriss mit durchleuchtetem Triforium (Kathedrale von Saint-Denis, oben Hochgotik ab 1231)
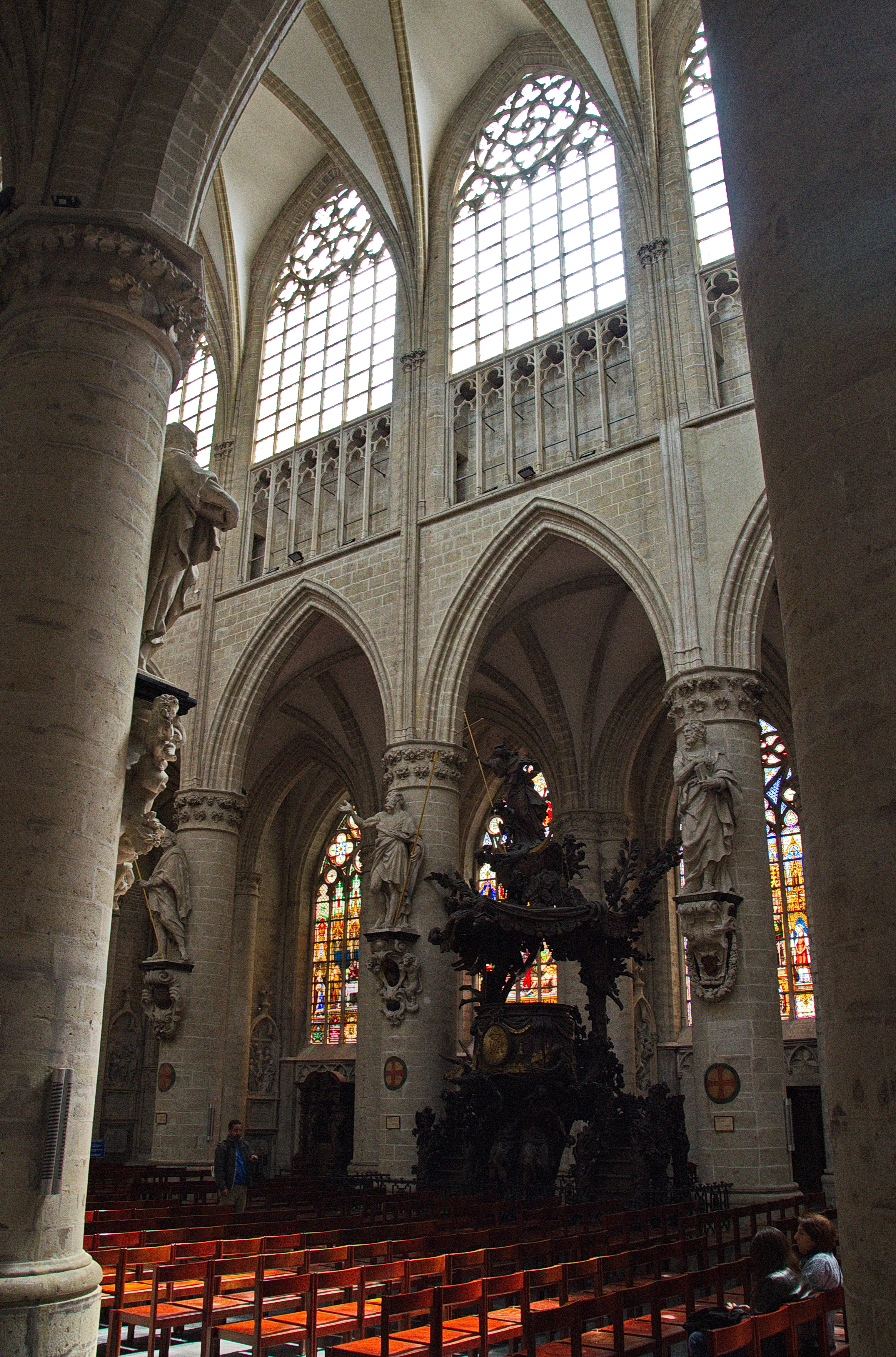
St. Michael und St. Gudula, Brüssel: Verbindung von Obergaden und Triforium, hochgotisch nach 1226
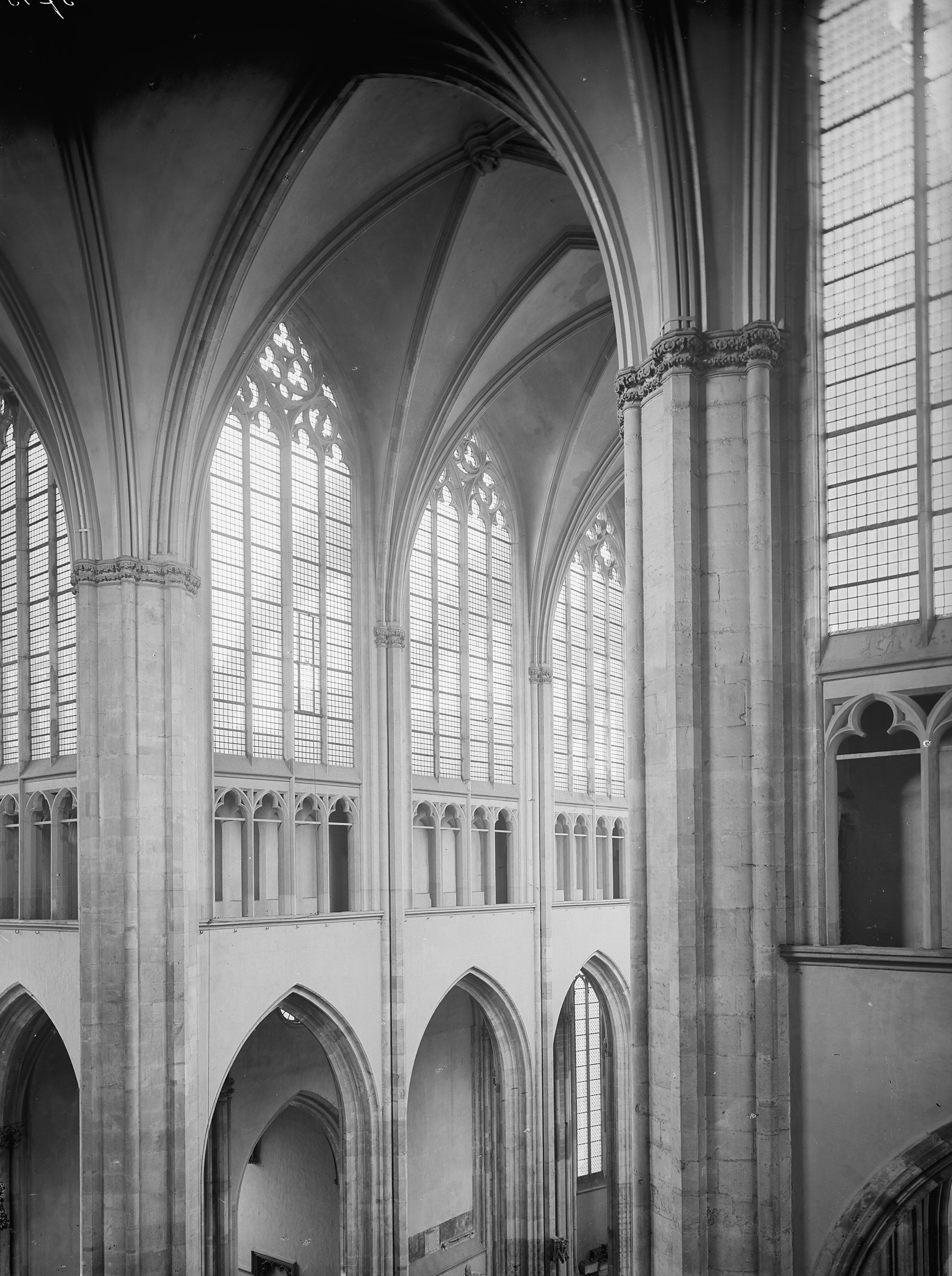
Utrechter Dom, fensterloses Triforium, Hochgotik ab 1256
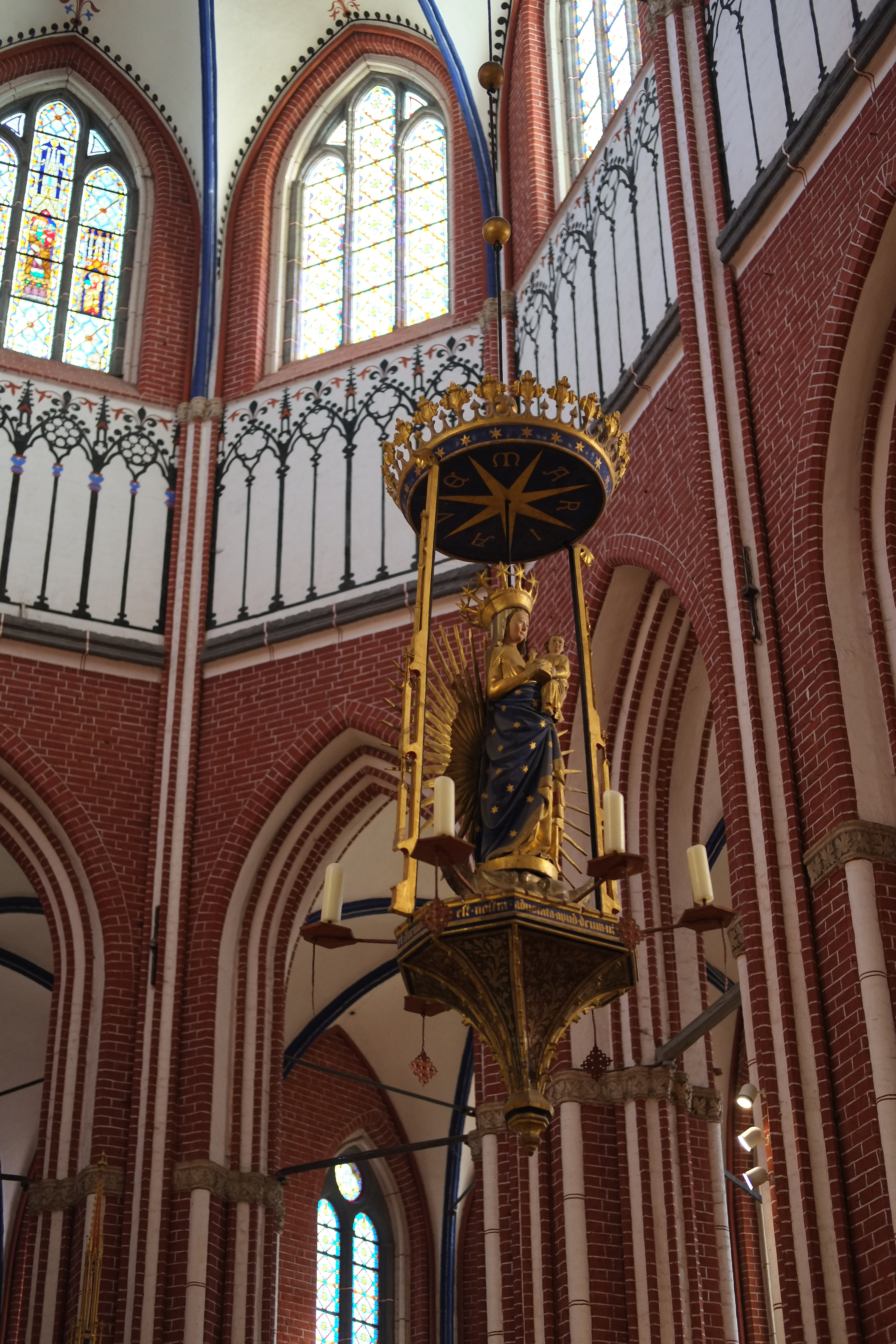
Doberaner Münster, gemaltes Triforium, Hochgotik Ende 13. Jh.
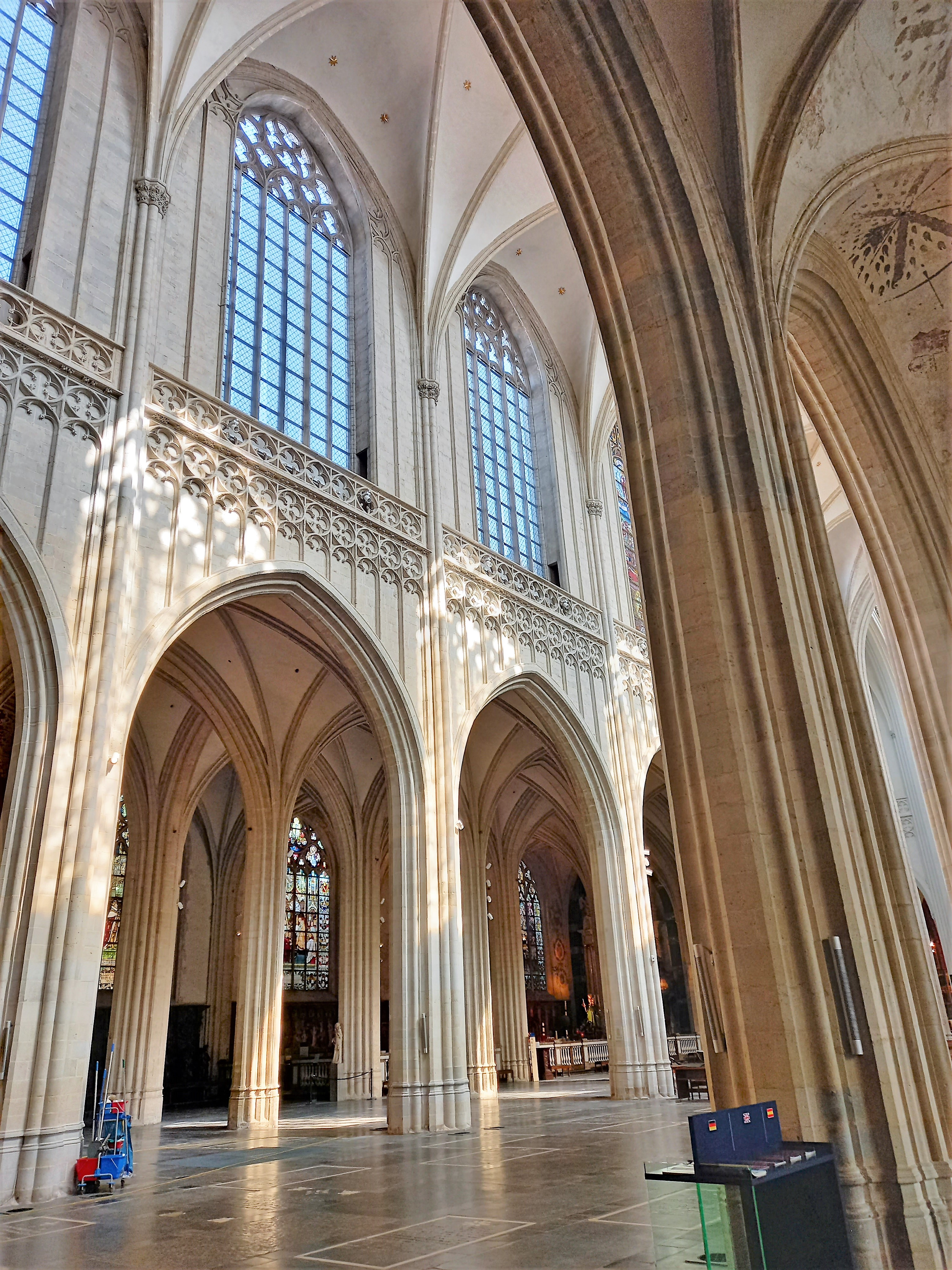
Zweiteiliger Wandaufriss ohne Triforium (Kathedrale von Antwerpen, Spätgotik)